# Oregon Route 31
Az Oregon Route 31 (OR-31) egy oregoni állami országút, amely észak–déli irányban a 395-ös szövetségi országút Valley Falls-i elágazásától a 97-es szövetségi út La Pine-tól délnyugatra fekvő csomópontjáig halad.
A szakasz Fremont Highway No. 19 néven is ismert.

## Leírás
A szakasz Valley Fallsnál ágazik le a 395-ös szövetségi útról, majd északnyugati irányban Paisley-t keresztezve a Nyár-tó nyugati partján halad. A pálya Summer Lake település után nyugatra fordul, majd Silver Lake-től ismét északnyugat felé fut. A Fort Rock és Christmans Valley felé vezető útkereszteződés után a 97-es út La Pine-tól délnyugatra elhelyezkedő csomópontja következik, ahol Klamath Falls felé lehet elkanyarodni.